# Утёс (Крым)
Утёс (ранее Кучу́к-Ламба́т; укр. Утьос, крымскотат. Küçük Lambat, Кучюк Ламбат) — посёлок на Южном берегу Крыма. Входит в Городской округ Алушта Республики Крым (согласно административно-территориальному делению Украины — в составе Маломаякского сельского совета Алуштинского горсовета Автономной Республики Крым).

## География
Утёс расположен на Южном берегу Крыма, на побережье Чёрного моря, практически, на мысе Плака, высота центра посёлка над уровнем моря 46 м. Находится примерно в 16 километрах (по шоссе) от Алушты, ближайшая железнодорожная станция — Симферополь-Пассажирский — примерно в 64 километрах. Транспортное сообщение осуществляется по региональным автодорогам 35Н-016 от шоссе Симферополь — Ялта и 35Н-007 Малый Маяк — Утёс (по украинской классификации — С-01-0116 и С-01-0107).
На 2018 год в Утёсе числилось 2 улицы: Бороздина и Гагариной; на 2009 год, по данным сельсовета, село занимало площадь 62 гектара на которой, в 134 дворах, проживало 236 человек. В посёлке действует отделение Почты России. Утёс связан автобусным сообщением с Алуштой и соседними населёнными пунктами.

## История
Уже в «Списке населённых мест Таврической губернии по сведениям 1864 года», составленному по результатам VIII ревизии 1864 года, при речке Узень-Баше записана владельческая дача Кучук-Ламбад (7 дворов и 11 жителей) и имение того же названия, при речке Узень-Баше, на берегу моря, в 4 двора и 9 жителей.
В дореволюционный период часть этих земель принадлежала княгине Гагариной, сейчас здание используется как один из корпусов санатория «Утёс», занимающий большую часть площади посёлка.
Также на территории посёлка сохранилась действующая домовая церковь семейства Гагариных, построенная Николаем Красновым.
Ранее посёлок назвался Уютное, в период с 1960 года (на 15 июня 1960 года ещё Уютное числилось в составе Маломаякского сельсовета) по 1968 год переименованный в Утёс. Время включения в состав Партенитского поссовета пока не установлено: на 1968 год посёлок уже в Партенитском поссовете. В период с 1968 по 1977 год к Утёсу присоединили посёлок Сказка (ранее Южное). С 12 февраля 1991 года селение в восстановленной Крымской АССР, 26 февраля 1992 года переименованной в Автономную Республику Крым. С мая 2009 года посёлок вновь передан в состав Маломаякского сельского совета.

## Население
| 2001 | 2014 |
| ---- | ---- |
| 182  | ↗274 |

Всеукраинская перепись 2001 года показала следующее распределение по носителям языка:
| Язык        | Число жит. | Процент |
| ----------- | ---------- | ------- |
| русский     | 144        | 79,12   |
| украинский  | 33         | 18,13   |
| белорусский | 3          | 1,65    |
| армянский   | 1          | 0,55    |
| молдавский  | 1          | 0,55    |

### Динамика численности
- 1864 год — 9 чел.[21]
- 2001 год — 182 чел.
- 2009 год — 236 чел.[18]
- 2014 год — 274 чел.[32]

## Достопримечательности
- Дворец княгини Гагариной  Объект культурного наследия народов РФ федерального значения. Рег. № 911510360370006 (ЕГРОКН)
- Церковь Александра Невского. Небольшая каменная отдельно стоящая домовая церковь в усадьбе княгини А. Д. Гагариной. Построена в 1907 году. Закрыта в советские годы. Восстановлена, действует.  Объект культурного наследия народов РФ регионального значения. Рег. № 911710955580005 (ЕГРОКН)
- Парк санатория «Утёс» — живописность посёлку придаёт находящийся на его территории огромный парк санатория «Утёс» основанный в 1813—1814 годах генерал-губернатором Тавриды М. М. Бороздиным. С советских времён является памятником садово-парковой архитектуры и охраняется государством. Площадь парка — 7,68 га[33].
- Мыс Плака — скала, вулканического происхождения, возвышающаяся над морем крутым обрывом в несколько десятков метров.

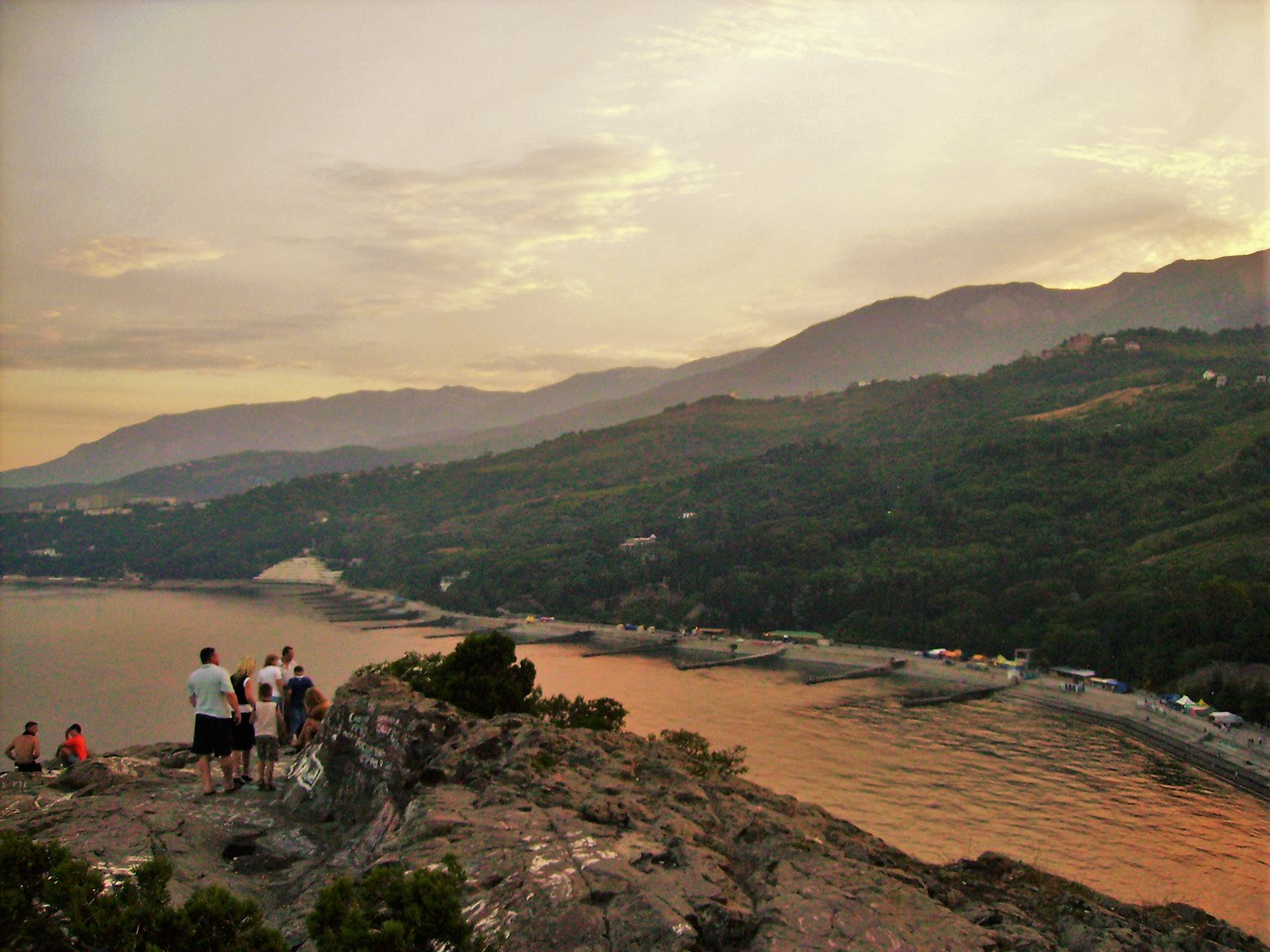
Вид с мыса Плака на набережную (2008)
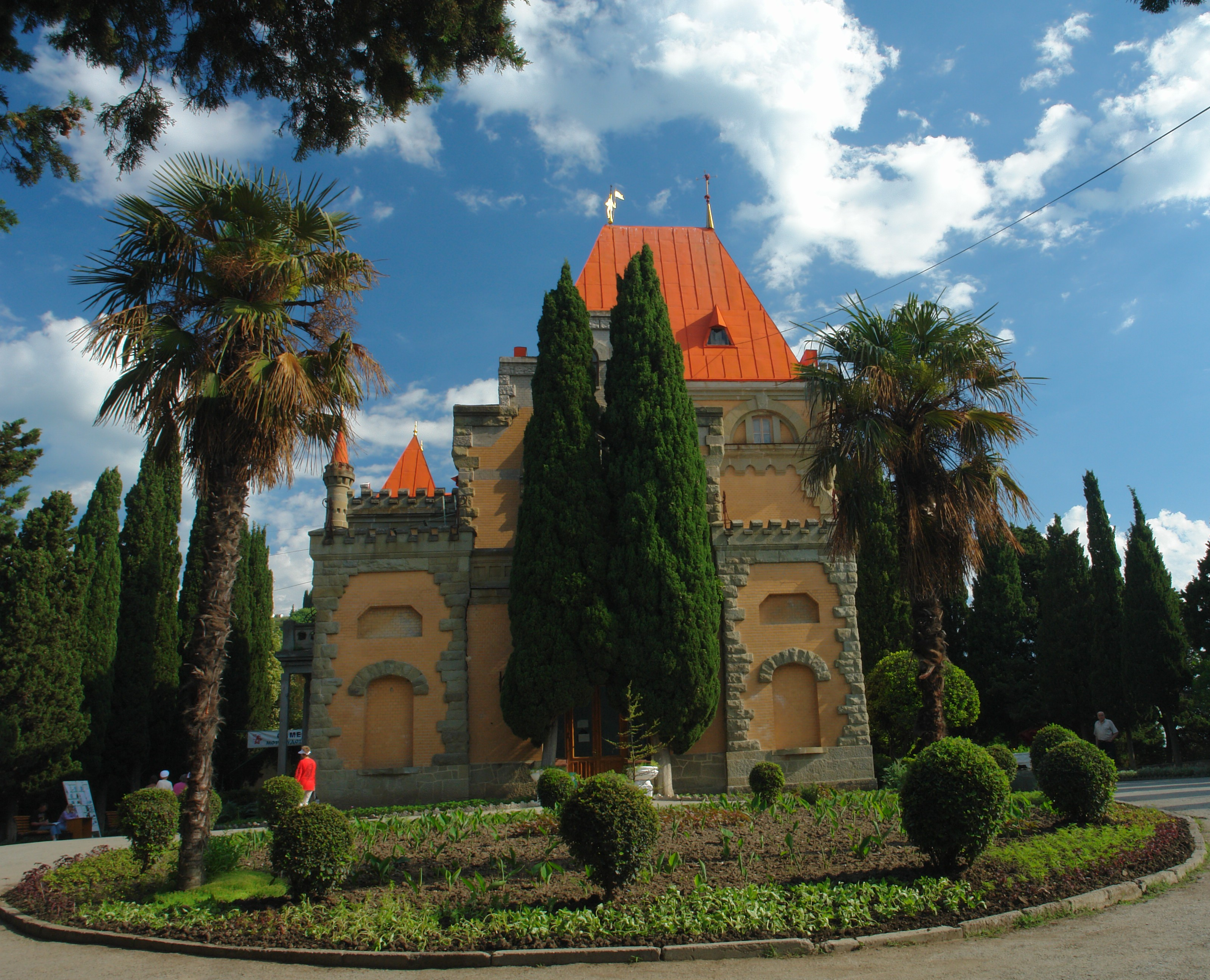
Дворец княгини Гагариной в Утёсе